# Spitskuifduif
De spitskuifduif of Australische kuifduif (Ocyphaps lophotes) is een zeer algemeen voorkomende duivensoort in Australië.

## Kenmerken
Er zijn geen opmerkelijke verschillen tussen de geslachten, al lijken de vrouwtjes wat doffer van kleur. Een volwassen spitskuifduif meet in totaal ongeveer 32 centimeter. De vogel heeft een bruinachtige rug, terwijl de buik, borst en kop grijs zijn met een rode glans. Op de kop prijkt een zwarte kuif, die rechtop wordt gedragen. Alleen bij een hevige schrikreactie of opgewondenheid wordt de kuif in de nek gelegd. De grijsrode vleugels bevatten witte en groene slagpennen. De ogen zijn bruingeel met een rode rand, de snavel is zwart en de poten dieprood.

## Leefwijze
Spitskuifduiven voeden zich in hoofdzaak met zaden en hebben een voorkeur voor de zaden van een acaciaboom. Daarnaast eten ze ook besjes, vruchten en zachte kruidenachtige delen van planten. De vlucht is in het wild opvallend recht en gaat gepaard met een zeker gefluit, hetgeen komt door een versmalling van de achtste slagpen. Het mannetje is, ook buiten de broedtijd, vrij agressief, hetgeen hij uit door het aannemen van verschillende baltshoudingen.

## Voortplanting
Het korfvormige nest wordt gemaakt uit dorre berken- en sparrentakjes, rijststro en dergelijke. Ze leggen 2 eitjes, die in ongeveer 18 dagen door het vrouwtje worden uitgebroed. Als de jongen 3 weken oud zijn vliegen ze uit, maar ze worden dan nog een poosje door de ouders gevoerd en begeleid.

## Verspreiding en leefgebied
De soort is endemisch in Australië en telt twee ondersoorten:
- O. l. whitlocki: noordwestelijk Australië.
- O. l. lophotes: noordoostelijk, centraal, zuidelijk en oostelijk Australië.

Hij leeft altijd paarsgewijs en komt voor in zowel bebouwde gebieden als in streken die ver van menselijke nederzettingen verwijderd zijn. Ze houden zich bij voorkeur op op droge terreinen, meestal in de buurt van water.